# Wassilis Fotopulos
Wassilis Fotopulos, gr. Βασίλης Φωτόπουλος (ur. 1934 w Kalamacie, zm. 14 stycznia 2007 w Atenach) – grecki malarz i scenograf filmowy. Laureat Oscarem za najlepszą scenografię w filmie Grek Zorba (1964) w reżyserii Michalisa Kakojanisa.
Studiował malarstwo. Światową sławę zyskał jako scenograf filmowy. Współpracował m.in. z Elią Kazanem (Ameryka, Ameryka, 1963) i Francisem Fordem Coppolą (Jesteś już mężczyzną, 1966).